# Zooanthroponose
Cet article court présente un sujet plus développé dans : Zoonose.
Une zooanthroponose (du grec zôon = animal, anthropos = homme, et nosos = maladie, prononcé [zoˈo] et non [zyˈ] zou car ce n'est pas un mot anglais) est une maladie ou infection qui se transmet naturellement de l'homme aux animaux vertébrés. C'est donc une hémizoonose contrairement aux holozoonoses (ou amphixénoses) (qui présentent une transmission dans le sens homme vers animal ET animal vers homme). 
Ce terme est souvent regroupé avec celui décrivant la modalité réciproque de transmission (anthropozoonose) sous le terme de zoonose, qui désigne toute maladie ou infection qui se transmet naturellement des animaux vertébrés à l'homme et vice-versa. 